# محمود ابورجیله
محمود ابورجیله (عربی: محمود أبو رجيلة؛ زادهٔ ۹ سپتامبر ۱۹۴۱) بازیکن فوتبال اهل مصر است.
از باشگاه‌هایی که در آن بازی کرده‌است می‌توان به باشگاه ورزشی زمالک، باشگاه فوتبال الاتحاد سوریه، تیم ملی فوتبال یمن و تیم ملی فوتبال مصر اشاره کرد.